# Salzmannia nitida
Salzmannia nitida är en måreväxtart som beskrevs av Dc.. Salzmannia nitida ingår i släktet Salzmannia och familjen måreväxter. Inga underarter finns listade i Catalogue of Life.